# Blå lagunen (film, 1949)
Blå lagunen är en brittisk film från 1949 producerad och regisserad av Frank Launder med Jean Simmons och Donald Houston i huvudrollerna. Filmens manus skrevs av John Baines, Michael Hogan och Frank Launder baserat på romanen Den blå lagunen av Henry De Vere Stacpoole. Filmmusiken komponerades av Clifton Parker för filmen.
Filmen handlar om två barn - Emmeline och Michael - som blir strandsatta på en öde söderhavsö, där de växer upp och så småningom förälskar sig i varandra.
Det gjordes en nyinspelning av filmen 1980 med Brooke Shields och Christopher Atkins i huvudrollerna. Den var själv en nyinspelning av en svart-vit stumfilm från 1923 med Molly Adair och Dick Cruickshanks i rollerna som Emmeline och Michael.